# Kayu Arang
Kayu Arang is een bestuurslaag in het regentschap Seluma van de provincie Bengkulu, Indonesië. Kayu Arang telt 930 inwoners (volkstelling 2010).